# Ludwig Fellermaier
Ludwig Fellermaier (* 2. Juli 1930 in Wien; † 11. März 1996 in Ravensburg) war ein deutscher Politiker (SPD).

## Leben und Beruf
Nach dem Besuch der Volks- und Oberschule absolvierte Fellermaier eine Ausbildung im Großhandelsfach und arbeitete von 1949 bis 1953 als Redakteur bei der Schwäbischen Donau Zeitung in Ulm. Anschließend wechselte er in die Kraftfahrzeugwirtschaft, war zunächst als Autokaufmann und später als Werbeleiter tätig. Ferner fungierte er als Vizepräsident der Südosteuropa-Gesellschaft.

## Partei
Fellermaier trat 1947 in die SPD ein, schloss sich den Jungsozialisten an und wurde stellvertretender Vorsitzender der Jungsozialisten in Südbayern. Außerdem war er Vorsitzender des SPD-Unterbezirkes Südschwaben sowie Vorstandsmitglied des bayerischen Landesverbandes der Sozialdemokraten.

## Abgeordneter
Fellermaier war von 1960 bis 1966 Ratsmitglied der Stadt Neu-Ulm. Dem Deutschen Bundestag gehörte er von 1965 bis 1980 an. Er war stets über die Landesliste Bayern ins Parlament eingezogen. Von 1968 bis 1989 war er Mitglied des Europäischen Parlamentes. Hier war er von 1975 bis Juli 1979 Vorsitzender der sozialdemokratisch-sozialistischen Fraktion.